# Puente Matemático
El puente Matemático es una pasarela de madera situada en el lado suroeste del centro de la localidad de Cambridge, Inglaterra. Cruza el río Cam, unos 100 pies (30 m) al noroeste del puente de Silver Street, y conecta dos sectores del Queens' College. Su nombre oficial es simplemente puente de madera o puente de Queens. Es un elemento patrimonial catalogado de Grado II.
El puente fue diseñado por William Etheridge y construido por James Essex en 1749. Ha sido reconstruido en dos ocasiones, en 1866 y en 1905, pero ha mantenido el mismo diseño general. Aunque parece ser un arco, está compuesto enteramente de vigas rectas dispuestas con un diseño ingenieril inusualmente sofisticado, de ahí su nombre.
En 1923 se construyó una réplica del puente cerca de Iffley Lock, en Oxford.
El puente original era una estructura con el mismo diseño, también encargado a James Essex, que cruzaba el Cam entre dos colegios universitarios (el Trinity College y el Trinity Hall), donde ahora se encuentra el puente de Garret Hostel (ubicado unos 400 m al norte del puente actual).

## Explicación matemática

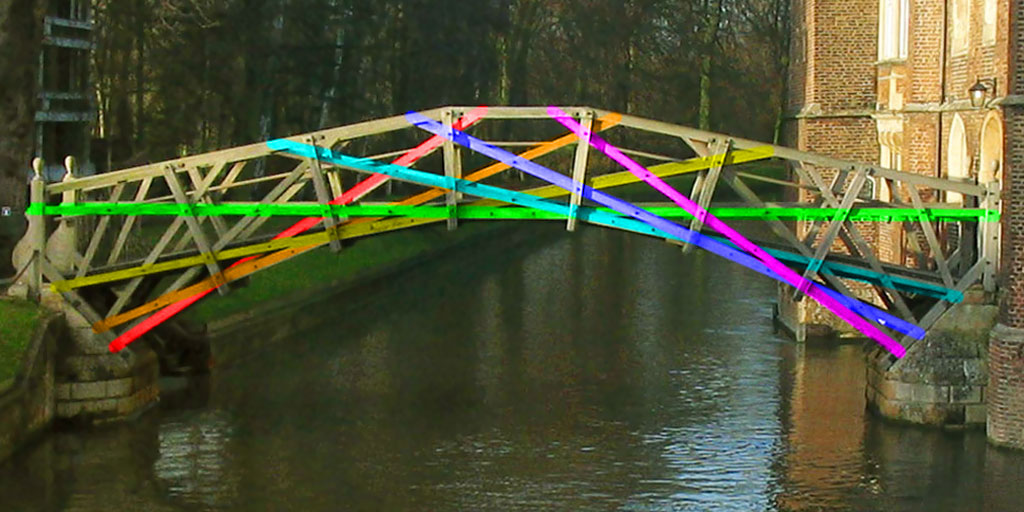
Los elementos tangentes y radiales de la celosía aparecen resaltados

La disposición de las vigas es una serie de elementos tangentes que orlan el arco del puente, con montantes radiales para unir las piezas tangentes y triangular la estructura, haciéndola rígida y autoportante. Este tipo de estructura, técnicamente una celosía tangente y radial, es un uso estructural eficiente de la madera, que también se utilizaba para los arcos de madera (cimbras) utilizados como soportes provisionales para la construcción de puentes de piedra. El análisis del diseño muestra que los miembros tangenciales están casi en su totalidad bajo compresión, mientras que las vigas radiales están casi en su totalidad sujetas a tracción, con muy poca tensión de flexión; o para decirlo de otra manera, los elementos tangenciales y radiales expresan elegantemente las fuerzas involucradas en la estructura arqueada.

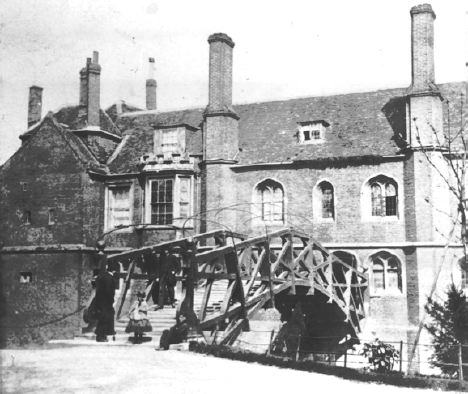
El puente Matemático (hacia 1865) fotografiado poco antes de que fuera parcialmente reconstruido en 1866
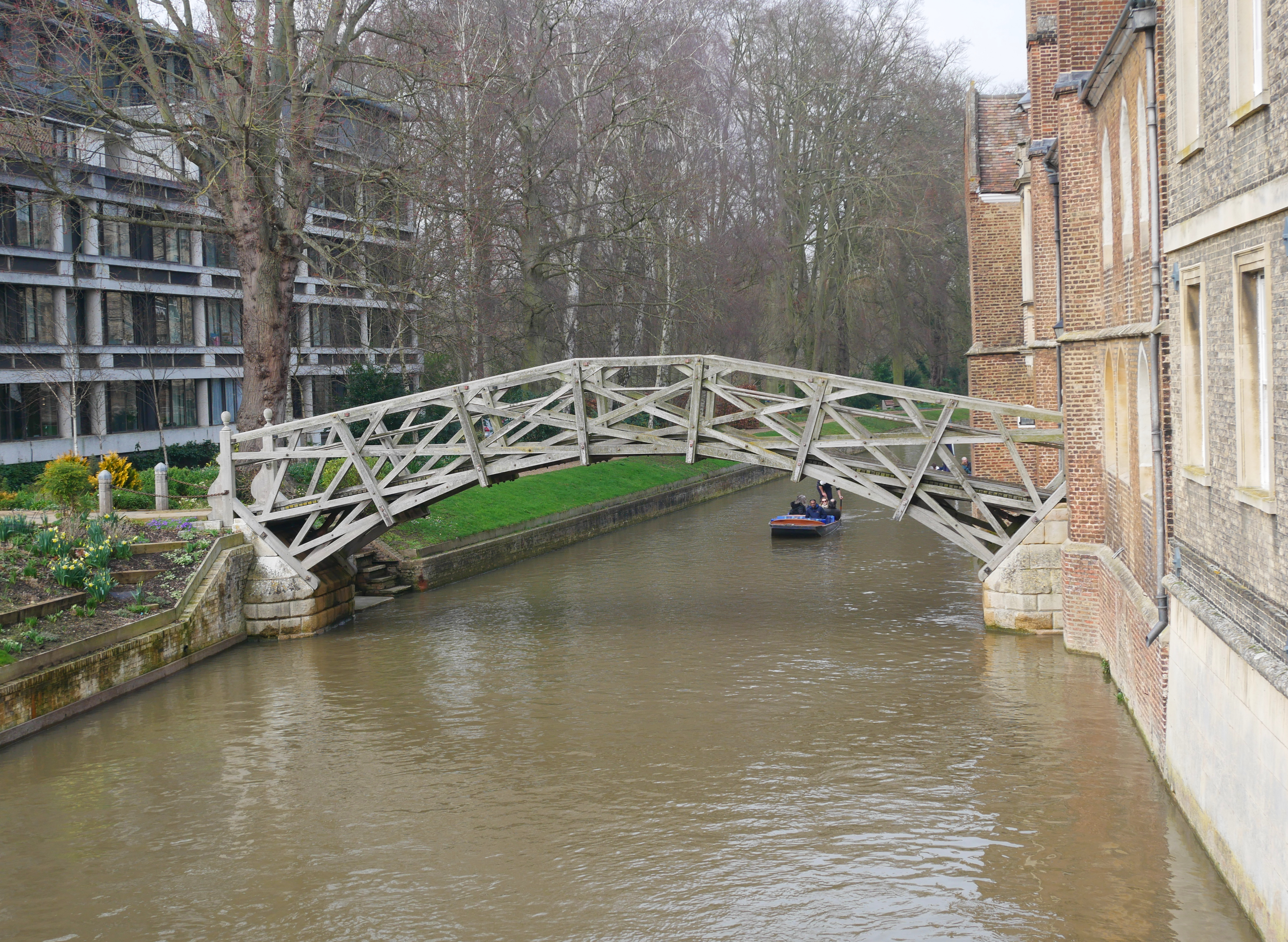
Cara sur del puente Matemático
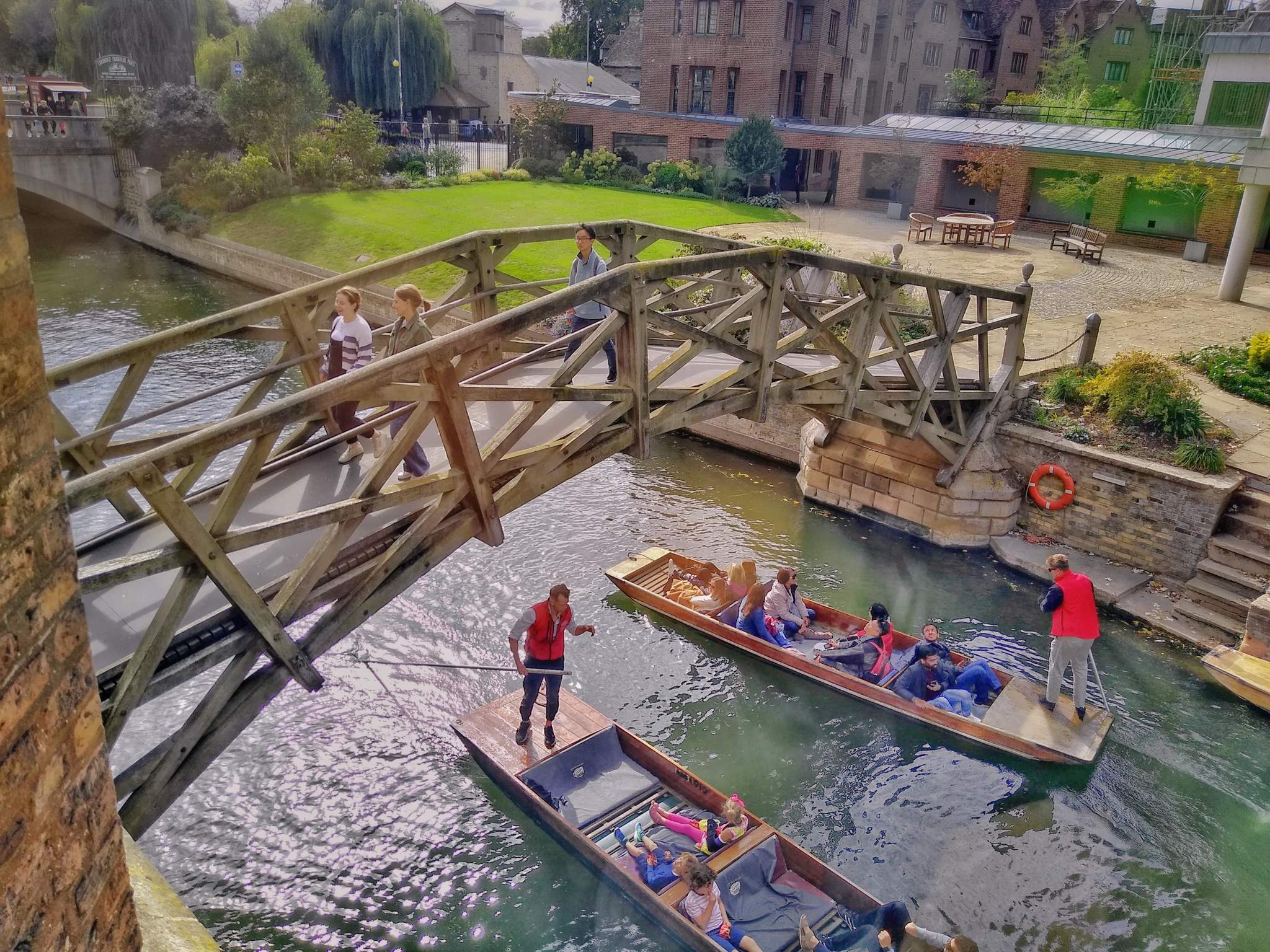
El puente visto desde el edificio Riverside del Queens' College

## Mitos
Una creencia popular afirma que el puente fue diseñado y construido por Sir Isaac Newton sin el uso de tuercas ni tornillos. Diversas historias relatan cómo en algún momento del pasado estudiantes o becarios de la Universidad intentaron desmontar el puente y volver a armarlo, pero no supieron cómo mantener unida la estructura y se vieron obligados a recurrir a la adición de tuercas y pernos. En realidad, los pernos o equivalentes son parte inherente del diseño. Cuando se construyó por primera vez, se clavaron puntas de hierro en las juntas desde el lado exterior, de forma que no podían verse desde el interior de los parapetos, lo que explica por qué se pensó que los pernos eran una adición al diseño original. Newton no pudo haber estado directamente involucrado en diseño de la estructura, ya que había muerto en 1727, veintidós años antes de que se construyera el puente.

## Lectura adicional
- Ruddock, Ted (1979). Arch Bridges and their Builders 1735-1835. Cambridge University Press. ISBN 978-0521090216. Consultado el 26 de febrero de 2013.